# Salix taxifolia
Salix taxifolia là một loài thực vật có hoa trong họ Liễu. Loài này được Kunth miêu tả khoa học đầu tiên năm 1817.